# Eckert-V- und Eckert-VI-Projektion

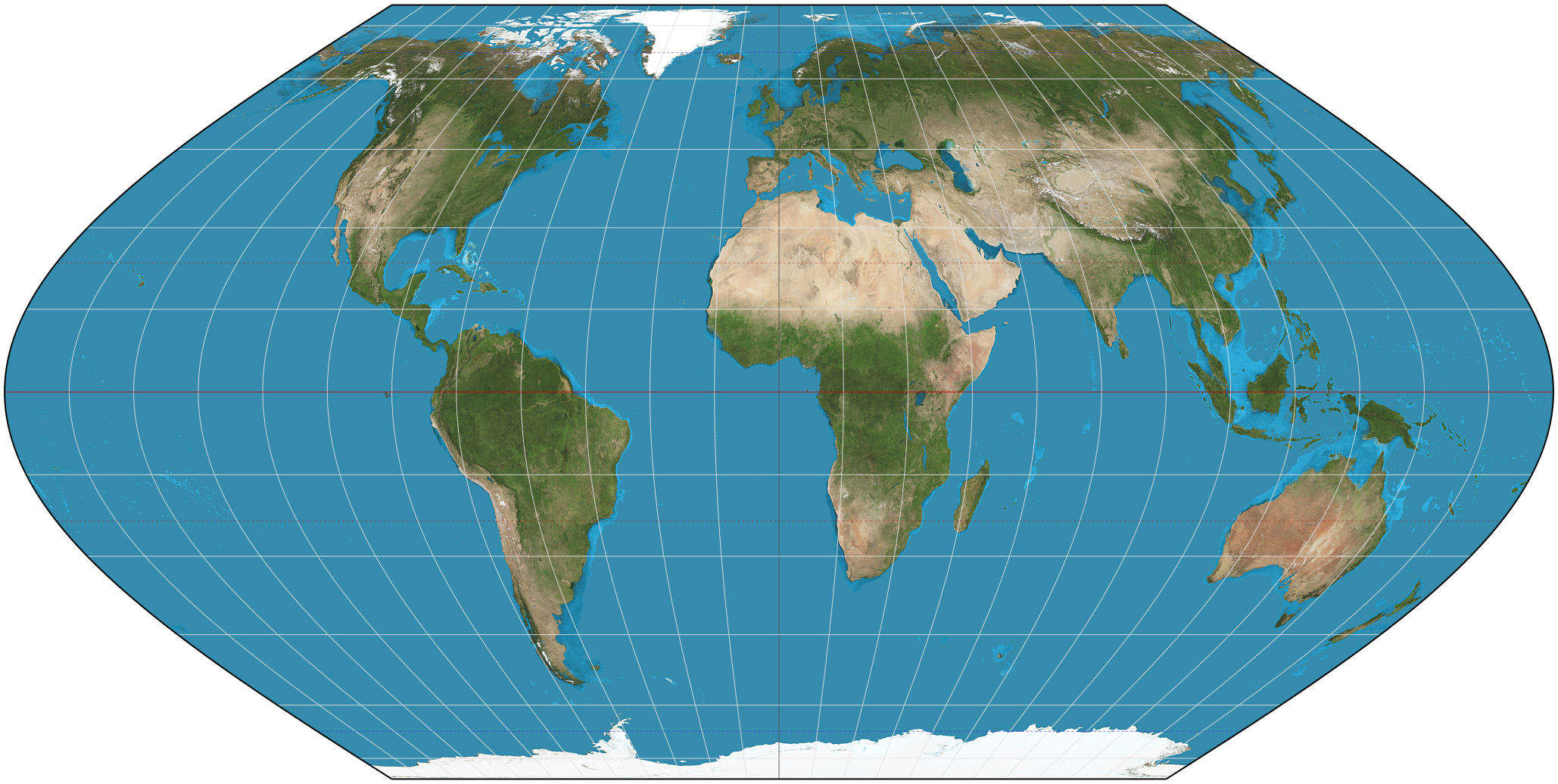
Weltkarte in Eckert-VI-Projektion (Eckert-V hat dieselbe Außenform)

Die Eckert-V-Projektion und die Eckert-VI-Projektion sind zwei von Max Eckert-Greifendorff entwickelte sinusoide pseudo-zylindrische Kartenprojektion, die 1906 veröffentlicht wurden. Besonders Eckert-VI (findet sich auch als Kawraiski-VI wieder) fand weitere Verbreitung.

## Eigenschaften
Bei allen Eckert-Projektionen handelt es sich um Kartennetzentwürfe mit ungleich langen parallel verlaufenden Breitengraden, wobei die Pole in Form einer Polarlinie dargestellt werden, die halb solang ist wie der Äquator. Der Mittelmeridian verhält sich zum Äquator ebenfalls 1:2.
Bei diesen beiden Varianten werden die Längenkreise als Sinuskurven dargestellt.
Die Variante Eckert-V ist weder winkeltreu (konform) noch flächentreu, weist aber gleichabständige Breitenkreise auf. Eckert-IV ist – wie die Projektionen Eckert-II (geradlinig) und Eckert-IV (ellipsoid) – die flächentreue Version. Beim ersten Entwurf ist der Maßstab in den Bereichen 37°55′ N und S korrekt (wenn die Gesamtfläche stimmt), beim Zweiten in den Bereichen 49°16′ N und S, innerhalb dieses Bereichs sind die Kartenelemente in Ost-West-Richtung gestreckt (bei Eckert-VI am Äquator um 29 Prozent), außerhalb in Nord-Süd-Richtung komprimiert. Kein Punkt der Karte ist verzerrungsfrei, bei der Ersteren ist aber der Äquator winkeltreu, bei der Zweiteren die Breitengrade 49°16′ und der Mittelmeridian. Das Zentrum der Karte ist insbesondere bei der Eckert-V recht ungestört.

## Berechnung
Die Eckert-V-Projektion ist im Prinzip das arithmetische Mittel aus einer Sinusoidal-Projektion und einer Plattkarte. Für die Eckert-VI-Projektion werden die Breiten noch für Flächentreue modifiziert und die Längen nachgeführt.
Um den Entwurf mathematisch zu beschreiben, betrachtet man die Erdoberfläche als Sphäre vom Radius {\displaystyle R} und beschreiben Punkte auf ihr durch die Kugelkoordinaten {\displaystyle (\varphi ,\lambda )}. Das Bild dieses Punktes beschreiben seine Koordinaten {\displaystyle (x,y)}, wobei die x-Achse das Bild des Äquators ist und die y-Achse das Bild des Meridians zum Winkel {\displaystyle \lambda =\lambda _{0}}:
Eckert-V:
{\displaystyle x=R(\lambda -\lambda _{0}){\frac {1+\cos {\varphi }}{\sqrt {2+\pi }}}} {\displaystyle \approx 2{,}26750803\,R(\lambda -\lambda _{0})(1+\cos {\varphi })},
{\displaystyle y=2R{\frac {\varphi }{\sqrt {2+\pi }}}} {\displaystyle \approx 4{,}535016055\,R\,\varphi }.
Eckert-VI:
{\displaystyle x=R(\lambda -\lambda _{0}){\frac {1+\cos {\theta }}{\sqrt {2+\pi }}}} {\displaystyle \approx 2{,}26750803\,R(\lambda -\lambda _{0})(1+\cos {\theta })},
{\displaystyle y=2R{\frac {\theta }{\sqrt {2+\pi }}}} {\displaystyle \approx 4{,}535016055\,R\,\theta },
wobei {\displaystyle \theta +\sin {\theta }=\left(1+{\frac {\pi }{2}}\right)\sin {\varphi }} {\displaystyle \approx 2{,}57079634\,\sin {\varphi }} ist.
Wie für die Eckert-IV-Projektion ist der Wert von {\displaystyle \theta } für Eckert-VI nur implizit gegeben und kann nur näherungsweise, beispielsweise durch ein Newton-Verfahren, berechnet werden.

## Verwendung

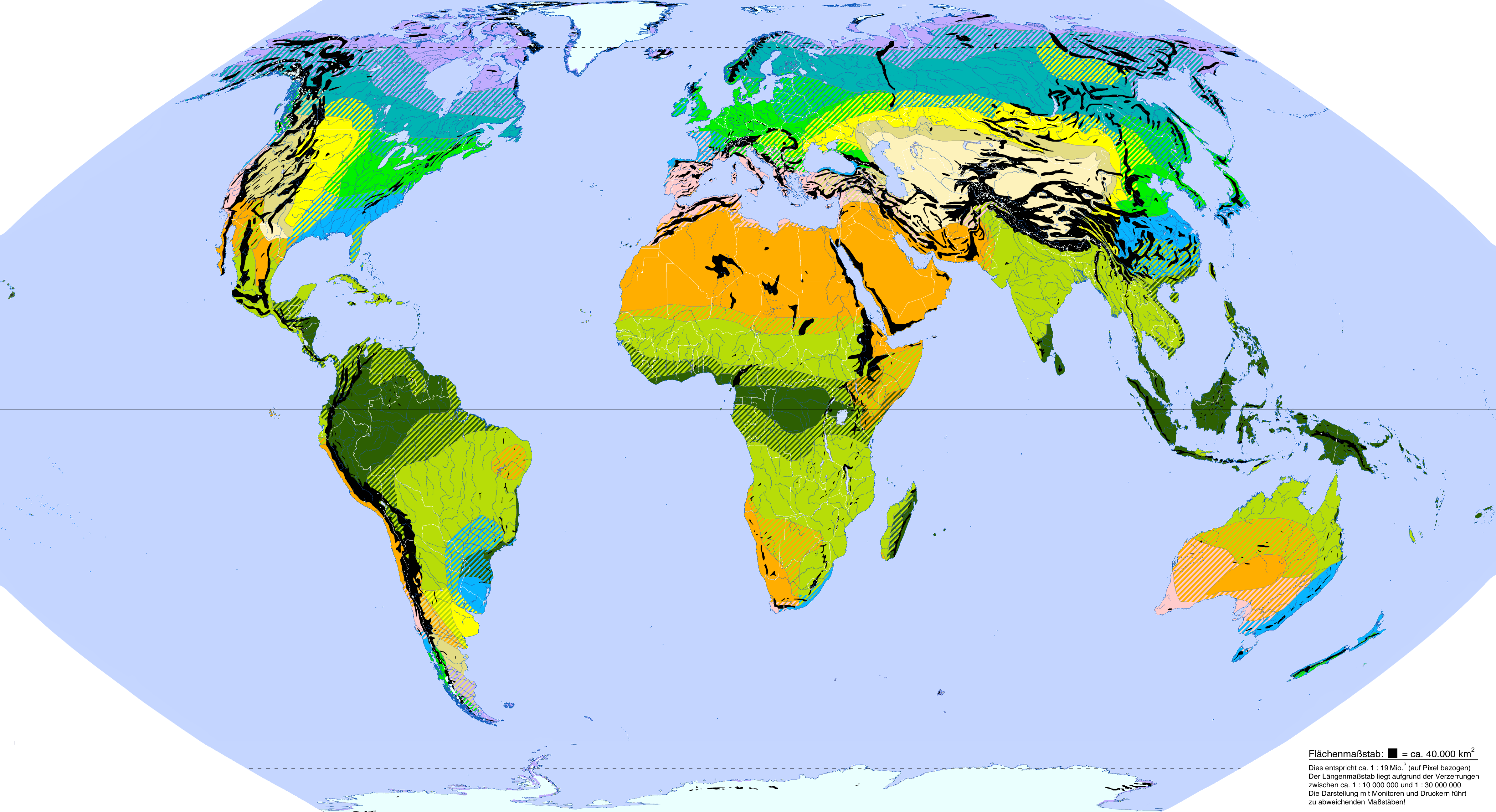
Zonobiome, auf einer leicht beschnittenen Eckert-VI

Die Projektionen sind nur für eine Weltkarte zweckmäßig. Da ihre kleinsten Abweichungen um 49° respektive 38° N/S und am Mittenmeridian respektive Äquator liegen, eignen sie sich besonders, Länder der mittleren Breiten in Bezug zur Gesamtoberfläche zu setzen. Sie haben eine besonders harmonische Anordnung der Landmassen, konnten sich aber nie wirklich durchsetzen, wohl wegen der „recht ‚spitzen‘ Sinuskurven-Außenform“. Wie alle Karten mit parallelen Breitenkreisen sind sie besonders für Zonenmodelle geeignet, etwa für klimatologische, biologische und ähnliche Themenkarten. Hier wäre die gleichabständige Eckert-V-Projektion die günstigere, die die Polregionen besser darstellt.
Verwendet wurde die flächentreue Eckert-VI beispielsweise in der Sowjetunion für Weltverbreitungskarten im Atlas Mira (Weltatlas) von 1937 (im russischen Raum findet sich die Projektion als Kawraiski-VI, da sie dafür 1936 von Wladimir Kawraiski publiziert wurde).

## Weiterentwicklungen

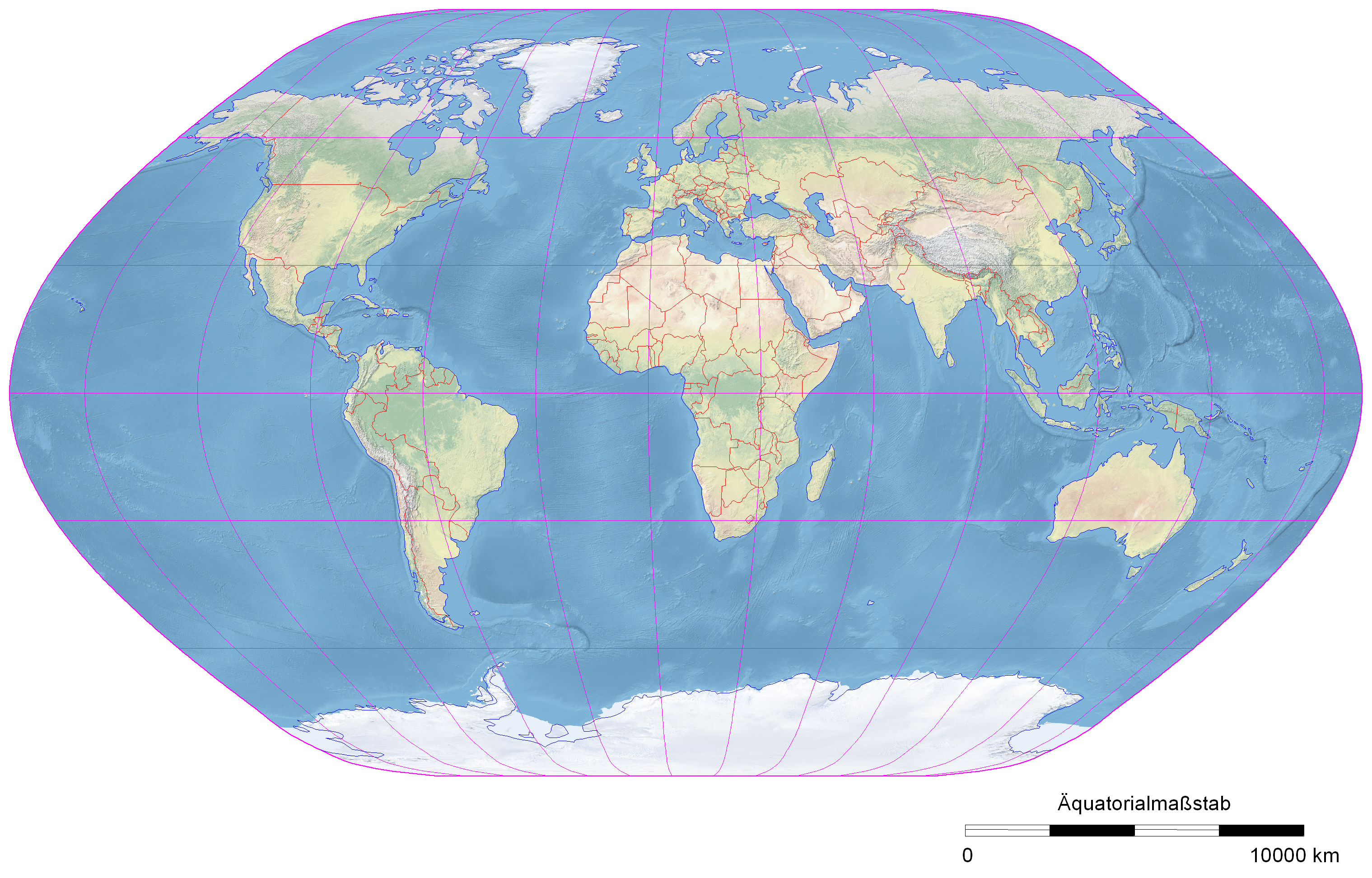
Hölzel-Projektion, am Pol gerundet

Eine Weiterentwicklung des Entwurfs Eckert-V ist die Hölzel-Projektion (Hölzel-Planisphäre). Sie wurde vom Verlag Ed. Hölzel für den 1951 erschienen Österreichischen Mittelschulatlas (Konzenn-Atlas) entwickelt und ist in diesem Land bis heute weit verbreitet. Dieser Entwurf rundet die Polkappen ab.
Carlos A. Furuti veröffentlichte 1992 eine Variante mit reduzierten Sinusbogenstücken (auf 57,29577951°/90°). Das führt zu einer „gefälligeren“ Außenform. Dieser Kartennetzentwurf findet sich als Eckert-Furuti-Projektion genannt.

## Ähnliche Entwürfe
Der Eckert-V und der Eckert-VI ähneln die Winkel-I-Projektion respektive die McBryde-Thomas-III-Projektion mit etwas anderen Außenproportionen – tatsächlich ist die Winkel-I eine Verallgemeinerung der Eckert-V auf beliebig lange Pollinien, sie wird oft im Faktor 0,61 verwendet; McBryde-Thomas-III verwendet 1⁄3. Ähnlich sind auch die Wagner-III- respektive die Wagner-I-Projektion, die stückweise Sinuskurven verwenden. Auch von Kawraiski gibt es weitere ähnliche Entwürfe. Letztere alle haben den Vorteil, dass sie nicht iteriert werden müssen.